# Liechtenstein na Letnich Igrzyskach Olimpijskich 2024
Liechtenstein na Letnich Igrzyskach Olimpijskich 2024 – występ kadry sportowców reprezentujących Liechtenstein na igrzyskach olimpijskich, które odbyły się w Paryżu we Francji, w dniach 26 lipca – 11 sierpnia 2024.
Reprezentacja Liechtensteinu liczyła jednego zawodnika - mężczyznę.
Był to dziewiętnasty start Liechtensteinu na letnich igrzyskach olimpijskich.

## Reprezentanci

### Kolarstwo

#### Kolarstwo górskie
| Zawodnik        | Konkurencja       | Czas    | Pozycja | Źródło |
| --------------- | ----------------- | ------- | ------- | ------ |
| Romano Püntener | Cross-country (m) | 1:34:33 | 28.     | [ 1 ]  |